# Notatki o skandalu (film)
Notatki o skandalu – brytyjski dramat psychologiczny z 2006 roku w reżyserii Richarda Eyre’a na podstawie powieści Zoë Heller pod tym samym tytułem.
Scenariusz został napisany przez Patricka Marbera, a większość scen była kręcona w Islington Arts and Media School. Film osiągnął przychód ze sprzedanych biletów w wysokości ponad 49 mln dolarów na całym świecie.

## Fabuła
Czterdziestoletnia nauczycielka plastyki w szkole St' Georges, Sheba Hart, nawiązuje romans z piętnastoletnim uczniem. Wkrótce prawda o ich związku wychodzi na jaw, co wywołuje ogromną medialną wrzawę. Całą sprawę relacjonuje samozwańcza kronikarka Barbara, która jest jednocześnie oddaną przyjaciółką Sheby oraz nauczycielką historii we wspomnianym liceum.

## Obsada
| Aktor           | Rola                            |
| --------------- | ------------------------------- |
| Judi Dench      | Barbara Covett                  |
| Cate Blanchett  | Bathsheba „Sheba” / „Bash” Hart |
| Tom Georgeson   | Ted Mawson                      |
| Michael Maloney | Sandy Pabblem                   |
| Joanna Scanlan  | Sue Hodge                       |
| Shaun Parkes    | Bill Rumer                      |
| Emma Williams   | Linda                           |
| Andrew Simpson  | Steven Connolly                 |
| Phil Davis      | Brian Bangs                     |
| Bill Nighy      | Richard Hart                    |
| Juno Temple     | Polly Hart                      |
| Max Lewis       | Ben Hart                        |

## Soundtrack
Notes on a Scandal: Original Motion Picture Soundtrack został wydany 9 stycznia 2007 roku nakładem Rounder Records. Autorem muzyki do filmu jest Philip Glass. Album był nominowany do Oskara za Najlepszą Muzykę Filmową.

## Nagrody
Wybrane nagrody i nominacje:
Nagroda Akademii Filmowej 2007
- Nominacja: Najlepsza Aktorka; Judi Dench
- Nominacja: Najlepsza Aktorka Drugoplanowa; Cate Blanchett
- Nominacja: Najlepszy Scenariusz Adaptowany; Patrick Marber
- Nominacja: Najlepsza Muzyka Filmowa; Philip Glass

Nagroda BAFTA 2006
- Nominacja: Najlepszy Brytyjski Film
- Nominacja: Najlepsza Aktorka; Judi Dench
- Nominacja: Najlepszy Scenariusz Adaptacja; Patrick Marber

British Independent Film Awards
- Nominacja: Najlepszy Brytyjski Film Niezależny
- Wygrana: Najlepszy Występ Aktorki W Brytyjskim Filmie Niezależnym; Judi Dench
- Nominacja: Najlepszy Występ Aktora lub Aktorki Drugoplanowej w Brytyjskim Filmie Niezależnym; Cate Blanchett
- Wygrana: Najlepszy Scenariusz; Patrick Marber

Broadcast Film Critics Association Awards
- Nominacja: Najlepsza Aktorka; Judi Dench
- Nominacja: Najlepszy film
- Nominacja: Najlepsza Aktorka Drugoplanowa; Cate Blanchett

Złote Globy 2006
- Nominacja: Najlepsza Aktorka w Filmie Dramatycznym; Judi Dench
- Nominacja: Najlepsza Aktorka Drugoplanowa; Cate Blanchett
- Nominacja: Najlepszy Scenariusz; Patrick Marber